# クラウス・ベッシュ
クラウス・ベッシュ (ドイツ語: Klaus Bösch, 1963年10月23日生まれ) はオーストリアのフォアアールベルク出身のサンドアーティストである。別名 KB The Sandman.

## 若い頃と仕事
クラウス・ベッシュ 生まれ育った 1963年、ゲプハルト・ボッシュ（1924～1989）の6人兄弟の4番目としてオーストリア、フォアアールベルク州ルステナウに生まれる, のCEOを務めた 11er そしてDestillerie Freihof 彼は第二次世界大戦で砲兵隊員として活躍し、シャーロット・グーゼ（1928-2005）は主婦であった。
ボッシュが卒業後 BRGドルンビルンにて, 彼はルステナウ HAK/HASビジネス スクールで教育を受けました。. 1982年から1987年まで、彼はガラス職人の工房で事務員として働いていた。この間、彼の創作活動は写真撮影と、鉛筆、インク、テンペラ、油彩による描画でした。
1986年10月、ヴェルナー・ピーパーは、 クラウス・ボッシュの親友であり、メディア実験家である彼は、ドイツから砂の写真を持ってきた。 ボッシュは即座に、その技法が持つ無限の創造的可能性を認識した。彼はすぐに他のすべてのアートワークをやめ、砂の絵に集中した,  そして、余暇を利用して、彼は自分のバージョンを作り始めた キネティック・ポップ・アート。
1988年2月までに、彼は「スタジオ・ブルー・グリーン」(ドイツ語: Atelier Blau Grün)という砂アート専門のスタジオを開設しました。 最初の作品は、当時の標準であった黒と白、イタリアのカラーラから運ばれた白い大理石の砂、そしてライン川から採取された天然の濃い灰色の砂の 2 色の砂で作られました。 色を加えるために、水は着色された。1988年の春、砂絵を制作する技術はまだ原始的なものでした。ボーシュは可能な改善策を探し、虹の色すべてを含む砂を使って、砂絵の秘密を発見し始めました。
その年の夏までに、彼は白い大理石を伝統的な布染めに似た独自の技法で着色した。カラフルな砂絵への最初の突破口だった。やがて、5色の砂が彼の秘伝のブレンド砂のスタンダードとなり、"Rainbow Vision "と名付けられた彼のコレクションの始まりとなった。
この間、模索、試行、失敗、改良を繰り返しながら、ボッシュは、砂漠や砂浜の天然砂、砕いた鉱物、人工のカラーサンド、グリッターパウダーを使用する過程で、最も重要なことは、浮遊時に分離させるために、砂の色ごとに重さが異なることだと結論づけた。彼の技術は徐々に向上し、現在では2枚のガラスの間に封入された砂、空気、シリコン、水を使って、ボッシュは夢のようなミニチュアの風景を作り出している。
水に関しては、水面を滑らかにするための洗剤と、藻の繁殖を防ぐための安定剤を加えた水であるべきだと彼は判断した。重力は流れを動かすモーターである。砂の絵の媒体は水である。水中では空気が上昇し、砂は下に落ちる。絵の向きを変えると、気泡が上昇し、砂の落下が遅くなる。その重みで砂は気泡の間に落ち始める。砂は底に沈殿し、沈殿の過程でさまざまな重さに分離し、砂丘や山のような3D効果のある構造を作り、さまざまな色の濃淡に影響される。完璧にバランスの取れた砂のブレンドだけが、自然な表情を作り出します。何百万もの砂粒がランダムな表面に沈殿する無限の可能性があるため、写真を回転させるたびに結果が異なります。

## コラボレーション
2017年、ボッシュは日本の著名な漫画家である松本零士氏とのコラボレーションを開始し、松本氏はボッシュのサンドアートの背景画像を描き、3サイズの限定版があり、その名も 'Galaxy Zero'.ギャラクシー・ゼロの背景画像は、有名な近未来宇宙漫画シリーズを思い起こさせる Space Pirate Captain Harlock, 1977年に松本によって描かれた。
2つ目のコラボレーションは2019年、才能ある日本のデジタルアーティスト、イラストレーター、写真家の加賀谷豊とのものだった。加賀谷は彼の写真の中から特定の1枚を選び、ボッシュは背景画像との調和を実現するために、フレームを使った砂のブレンドを制作した。
この共同作業の結果、ボッシュは3枚の砂絵を制作した。
2019年4月MANGETSU「満月」、2020年6月INORI -「天の川」、2022年8月IZAYOI「満月」。いずれも限定版で、日本でのみ販売される。

## 展覧会
1993年、ボーシュはスイスのチューリッヒ湖にあるギャラリー・ブシェリーの開館展に出展しました。
2009年、EU委員会に出席ヨーロピアンデザイン 日本で, “Sensual perspectives” アゴラギャラリーでの展覧会ニューヨークで (2011), 国立屏東ギャラリー、台北、台湾 (2012), インスタレーション ‘The Mind Spa’ ミシガン州グランドラピッズ、アートプライズにて (2013), のオープン ‘KB Sand Art Gallery’ チャイナ・セントラル・モール内, 北京(2014), K11アートモールのオープニング展示 上海、K11コンプレックス内 (2015)。
また、2015年とその後の2017年には、ボッシュは中国国家美術館と北京の華貿ショッピングセンターが注目した北京デザインウィークとアートの集団展に参加した。